# Kontrollillusion
Die Kontrollillusion (engl. illusion of control) ist die menschliche Tendenz, zu glauben, gewisse Vorgänge kontrollieren zu können, die nachweislich nicht beeinflussbar sind.

## Grundlegendes
Die grundlegende Arbeit zur Kontrollillusion ist Ellen Langers Studie The illusion of control (1975). Langer zeigte, dass Menschen oft so handeln, als ob sie durch ihr Tun den Ausgang von zufälligen oder durch Zufall bestimmten Ereignissen kontrollieren und verändern könnten. Zum Beispiel schätzen Menschen ihre Gewinnchancen beim Lotto höher ein, wenn sie selbst die Zahlen ausgewählt haben, als wenn ihnen diese zugewiesen wurden. Sie beobachtete, dass ihre Versuchspersonen sich eher so verhielten, als ob sie das Zufallsereignis kontrollierten, wenn der Versuchsaufbau sogenannte skill cues enthielt. Skill cues (etwa: Anzeichen für Fertigkeiten) sind nach Langer Elemente, die gewöhnlich mit bestimmten Fertigkeiten verbunden sind: Auswählen, Konkurrieren, sich mit einem Vorgang vertraut machen und Entscheidungen treffen.
Eine einfache Form dieses Denkfehlers sieht man beim Würfelspiel: Spieler neigen dazu, stärker zu werfen, wenn sie hohe Zahlen erzielen wollen, und sanfter für niedrige Zahlen. Im Experiment wurden Versuchspersonen davon überzeugt, dass sie einen vollständig zufälligen Münzwurf beeinflussen können. Teilnehmer, die eine Serie von Würfen erfolgreich voraussagten, begannen zu glauben, dass sie tatsächlich besonders gute Rater seien, und dass ihre Rateerfolge sich bei Ablenkung verschlechtern würden.

## Auswirkungen der Kontrollillusion

### Positive Effekte
Taylor und Brown (1988) argumentieren, dass positive Illusionen nützlich sind, indem sie Motivation und Ausdauer erhöhen. Albert Bandura stützt diese Position mit seiner Ansicht, dass "optimistische Selbsteinschätzungen, die nicht unangemessen von dem abweichen, was möglich ist, Vorteile bringen können, während wahrheitsgetreue Beurteilungen selbstbegrenzend wirken können" (Bandura, 1989, S. 1177). Seine Argumentation befasst sich grundsätzlich mit dem Nutzeffekt von optimistischen Annahmen über Kontrolle und Erfolg in Situationen, die kontrollierbar sind – nicht mit eingebildeter Kontrolle in Situationen, deren Abläufe in Wirklichkeit nicht vom individuellen Verhalten abhängen. Bandura hat auch vorgeschlagen, dass "bei Aktivitäten mit engen Fehlertoleranzen, wo Fehltritte teure oder schädliche Folgen haben, die höchst sorgfältige Abschätzung der Wirkungskraft dem eigenen Wohlergehen am dienlichsten ist" (1997, S. 71).
Taylor und Brown halten positive Illusionen für eine Anpassungsleistung, weil sie Studien zufolge bei normalen, geistig gesunden Personen häufiger auftreten als bei depressiven Individuen. Andererseits glauben Pacini, Muir und Epstein (1998), dass depressive Menschen die Tendenz zu fehlerhaftem intuitivem Denken überkompensieren, indem sie sich selbst auch in trivialen Situationen übertrieben rational überwachen; und sie stellen fest, dass der Unterschied zu den Nichtdepressiven in folgenschweren Sachlagen verschwindet.

### Negative Effekte
Anderen empirischen Ergebnissen zufolge kann Selbstüberschätzung in manchen Verhältnissen eine Fehlanpassung sein. In einer Szenarium-Studie mit einem gezielt erfolglosen Handlungsablauf zeigten Whyte u. a. (1997), dass diejenigen Teilnehmer, denen hohe Selbsteinschätzung suggeriert worden war, ihr Engagement deutlich häufiger steigern. Knee und Zuckerman (1998) kritisieren Taylor/Browns Definition der geistigen Gesundheit, und sie behaupten, dass Menschen ohne Illusionen eher nicht-defensive, lernfähige, fortschrittsorientierte Persönlichkeiten seien, mit geringer Ego-Bindung an ihre Ergebnisse. Knees und Zuckermans Arbeiten zufolge unterliegen selbstbewusste Individuen diesen Illusionen seltener.
Fenton-O'Creevy u. a. (2003) argumentieren ebenso wie Gollwitzer und Kinney (1989), dass Kontrollillusionen zwar die Strebsamkeit erhöhen, aber nicht zu fehlerfreien Entscheidungen beitragen. Die Illusionen können gegen Rückmeldungen immunisieren, Lernvorgänge hemmen, und zu größerer objektiver Risikobereitschaft prädisponieren (weil die subjektive Risikoeinschätzung sinkt). In einer Studie unter Investmentbankern fanden Fenton-O'Creevy u. a. (2003, 2004), dass Händler mit starker Kontrollillusion bei Analyse, Risikomanagement und Gewinnbeiträgen deutlich schlechter abschnitten. Sie verdienten auch deutlich schlechter.
Die sogenannte dauerhafte Kontrollillusion von "Zockern" kann einer der Gründe sein, warum diese, auch in Situationen anhaltender Verluste, nicht in der Lage sind, mit dem Spielen aufzuhören. Wenn Spieler daran glauben, dass sie besondere Fähigkeiten, Kenntnisse und andere Vorteile beim Spielen besitzen, sind sie in der Lage, sich selber überzeugen zu können, dass diese Vorgehensweise eine lohnende Strategie darstellt. Damit Spieler die Illusionskontrolle während einer Glücksspielsitzung aufrechterhalten können, ist eine selektive Wahrnehmung der illusionsunterstützenden Momente erforderlich.

## Erklärungsansätze
Eine wichtige Erklärung für die Kontrollillusion könnte in der Selbstregulation liegen. Personen, die das selbstgesetzte Ziel verfolgen, ihre Umgebung zu kontrollieren, werden stets versuchen, gegenüber Chaos, Unsicherheit und Stress diese Kontrolle zurückzugewinnen. Gelingt es ihnen nicht, könnten sie sich zur Bewältigung auf die defensive Unterstellung von "Kontrolle" zurückziehen - mit der Folge einer Kontrollillusion (Fenton-O'Creevy u. a.  2003).